# 2021年10月蘇丹政變
2021年10月25日，苏丹军方發動軍事政變。至少有五名蘇丹政府高级官員被拘留，其中包括苏丹总理阿卜杜拉·哈姆多克。同時蘇丹的互联网中断。

## 背景

### 2021年10月抗议
10月16日，抗议者走上街头，要求发动军事政变。他们呼吁主权委员会主席阿卜杜勒·法塔赫·阿卜杜勒拉赫曼·布尔汉将军夺取政府控制权并接管蘇丹。 
10月21日，亲軍方抗议者在总统府外静坐，而同時有数千人走上街头支持过渡政府。
10月25日，亲軍方抗议者封锁了喀土穆的主要道路和桥梁。安全部队使用催泪瓦斯驱散人群。

## 政變
2021年10月25日，苏丹军方逮捕了至少五名苏丹政府高级官員。后来苏丹各地的互联网開始中断。   
当天晚些时候，阿卜杜勒·法塔赫·阿卜杜勒拉赫曼·布尔汉宣布蘇丹进入紧急状态，并宣布解散過渡政府和主权委员会。阿卜杜勒·法塔赫·阿卜杜勒拉赫曼·布尔汉表示在2023年7月选举後，他會將權力移交给当选的民选政府。

### 逮捕
军方在政變中逮捕並軟禁蘇丹總理阿卜杜拉·哈姆杜克。10月26日晚，苏丹总理哈姆杜克办公室表示，哈姆杜克夫妇返回他们位于苏丹首都喀土穆的住宅。

### 和解
11月21日，苏丹过渡主权委员会主席布尔汉和哈姆杜克在喀土穆签署了政治宣言，蘇丹軍方同意重新任命哈姆杜克为苏丹过渡政府总理。

## 反应

### 国内反应
团体苏丹专业人士协会批评该事件是政变。该国执政党全国乌玛党同样谴责了逮捕行动，并呼吁公众在街头抗议。苏丹共产党呼籲工人罢工和發動大规模公民不服从。蘇丹總理被逮捕後，示威者开始聚集在喀土穆街头点燃汽车轮胎并设置路障。其中有七名示威者被枪杀，140人受伤。2021年12月20日，蘇丹首都喀土穆再爆發示威，抗議軍方10月發動政變。

### 中國反应
中国外交部发言人汪文斌表示：“呼吁苏丹有关各方通过对话解决分歧，维护国家和平与稳定”“中方将继续密切关注苏丹局势发展，采取必要措施保障中国在苏机构和人员安全”。